# Alfredo Mordechai Rabello
Alfredo Mordechai Rabello (Bologna, 12 agosto 1940) è un giurista italiano naturalizzato israeliano, professore emerito di Storia del Diritto e Diritto Comparato presso l'Università Ebraica di Gerusalemme.
Rabello ha contribuito al miglioramento delle relazioni culturali fra le università europee, ed in particolare italiane, e quelle israeliane.

## Biografia e carriera accademica
Nato a Bologna il 12 agosto del 1940, fu costretto a fuggire dall'Italia assieme alla sua famiglia, in seguito alla legislazione razziale fascista essendo anche ricercati dai tedeschi nella cittadina di Lendinara (in provincia di Rovigo), in cui erano sfollati. La famiglia Rabello riuscì a raggiungere la Svizzera, ove rimase divisa in campi di concentramento nel periodo 1943-1945. 
Con la fine della dittatura, anche la famiglia Rabello poté riprendere la via del ritorno, vivendo prima a Lendinara e poi, dal 1947, a Bologna ove Alfredo Rabello compì gli studi al Liceo Classico Minghetti e poi alla Facoltà di Giurisprudenza dell'Università di Bologna, ove poté seguire in particolare l'insegnamento del Prof. Giuseppe Ignazio Luzzatto nel campo del diritto romano e del Prof. Pietro Rescigno nel campo del diritto civile; si è laureato nel 1964 discutendo col Prof. Luzzatto una tesi sui problemi relativi alla Collatio legum Mosaicarum et Romanarum.
In tali anni è stato anche attivo nella vita delle Comunità Ebraiche d'Italia, scrivendo articoli sulla stampa ebraica, in particolare su HaTikwa (organo di stampa della FGEI - Federazione Giovanile Ebraica d'Italia) ed "Ebrei d'Europa", divenendo Capo Culto della Comunità di Mantova (1961-64), e membro del consiglio direttivo della Federazione Giovanile Ebraica d'Italia, che lo nominerà poi suo delegato al XXVI Congresso Sionistico (Gerusalemme 1965). Il 3 gennaio 1965 si è trasferito in Israele, iniziando nell'ottobre dello stesso anno la carriera universitaria presso l'Università Ebraica di Gerusalemme, studiando anche alla Scuola Talmudica superiore (Yeshivah) Mercaz HaRav, diretta dal Rabbino Zvi Yehuda Kook.
Il 28 ottobre 1965 sposa Shoshanna Rosa Lipshitz.
Nel 1972 ha conseguito il dottorato di ricerca (Ph.D.) dell'Università Ebraica, ottenendo nel 1975 il titolo di Senior Lecturer con l'inamovibilità, e nel 1983 il Full Professor (Montesquieu Professor of Comparative Law and Legal History), della facoltà di Legge dell'Università Ebraica di Gerusalemme. Nell'anno accademico 1976-77 è stato Membro dell'Israel Institute for Advanced Studies.  Nel 1983 viene nominato Accademico corrispondente straniero della Accademia delle scienze dell'Istituto di Bologna.
Negli anni 1984-2004 è stato Membro della Commissione Ministeriale per la preparazione del Codice Civile israeliano (commissione presieduta dal Presidente della Corte Suprema il giudice Aharon Barak). 
Ha diretto (1982-88) l'Istituto per la ricerca del Diritto Ebraico a Gerusalemme e l'Istituto Sacher per la Ricerca legislativa ed il Diritto Comparato (Gerusalemme, 1990-99). Nel 1995 è stato Coordinatore del Med-Campus Legal-Economic Program, E.U. (fra le Università di Bologna, Gent, Gerusalemme e Nicosia). 
È stato professore a contratto in varie università italiane: Bologna (1983), Siena (1987); Pavia (1991); Milano (1994): in tale Università ricopre, dal 2003, la Cattedra Goren-Goldstein di Diritto Ebraico ed israeliano; fra le Università straniere è stato Visiting Scholar ad Harvard (1988); Fellow, Annenberg Research Institute, Philadelphia, PA. (1989); visiting professor, Tulane University Law School, New Orleans, LA (1992); Visiting scholar, McGill Law School, Montreal (1995); visiting professor alla Facoltà di Teologia di Lugano (2006). Dal 2009 è professore di diritto alla Zefat Academic College, in Israele.
Ha fatto parte del comitato di redazione di varie riviste giuridiche.

## Pubblicazioni
Rabello ha scritto e curato vari libri e più di cento articoli, in italiano, inglese, francese ed ebraico specialmente nel campo del diritto romano, diritto privato israeliano, diritto comparato, storia degli Ebrei nell'Impero romano e nella Spagna visigotica, diritto ebraico e bioetica.

### Libri
Fra i libri di diritto romano
- The Law of Obligations - Selected Topics - From Roman Law to the New Law of Contracts, The Harry Sacher Institute for Legislative Research and Comparative Law, Jerusalem, 1977, pp. XIV + 240 (in ebraico).
- Effetti personali della "patria potestas", Dalle origini al periodo degli Antonini. - Istituto di Diritto Romano, Università di Milano, Giuffré Milano, 1979, pp. XVI + 408.
- The Jews in Roman Empire in the Light of the Legislation. The Dinur Institute, Jerusalem, 1987, pp. 120 (in ebraico).
- Giustiniano, Ebrei e Samaritani alla luce delle fonti storico-letterarie, ecclesiastiche e giuridiche. Monografie del Vocabolario di Giustiniano, Giuffré, vol. 1, Milano, 1987, pp. IX + 1- 491; vol. 2, Milano, 1988, pp. IX + 492- 977.
- The Jews in Visigothic Spain in the Light of the Legislation. The Z. Shazar Centre, Jerusalem, 1983, pp. 240 (in Ebraico).

Una raccolta di scritti minori, in varie lingue, è stata pubblicata nel 2000:
- The Jews in the Roman Empire. Legal Problems: from Herod to Justinian, Variorum Collected Studies series, Ashgate, Aldershot, 2000, pp. 374 ed una raccolta di scritti, per lo più in italiano, è ora in corso di pubblicazione col nome Ebraismo e Diritto presso l'Università di Salerno, a cura di Francesco Lucrezi.

In diritto privato Rabello si è dedicato in particolare ai contratti gratuiti: The Gift Law 5728-1968 (Commentary on Laws Relating to Contracts) second edition, Sacher Institute for Comparative Law, Jerusalem, 1996, pp. 440 (in ebraico); egli ha curato, assieme a Shalev e Zamir, A Brief Commentary to Contracts Laws. Sacher Institute, Jerusalem, 2003, (in ebr.). In seguito all'insediamento di una Cattedra di diritto ebraico alla Università Statale di Milano Rabello ha preparato una Introduzione al Diritto ebraico: fonti, matrimonio e divorzio, bioetica, Giappichelli, Torino, 2002; mentre al matrimonio ebraico ha dedicato un volume preparato assieme ad Aluffi e Ferrari, Il Matrimonio. Diritto ebraico, canonico e islamico: un commento alle fonti (a cura di S. Ferrari), Giappichelli, Torino, 2006. Già nel 1996 aveva curato An Introduction to the History and Sources of Jewish Law, (assieme a Hecht, B.S. Jackson, Passamaneck e D. Piattelli) Oxford.
La sua ricerca, svolta assieme a P. Lerner, Il divieto di macellazione rituale (Shechità kosher e Halal) e la libertà religiosa delle minoranze è ora in corso di pubblicazione nella Collana del Dipartimento di Scienze Giuridiche dell'Università di Trento.
È pure in corso di pubblicazione la traduzione in italiano con commento del Trattato della Mishnà Bavà Metzi'à (trattato dei danni, parte seconda) (parte del Progetto Mishnà dell'Assemblea dei Rabbini d'Italia).
Nel campo del diritto comparato ed europeo il prof. Rabello ha curato vari volumi:
- European Legal Traditions and Israel, Sacher Institute for Comparative Law, Jerusalem, 1994.
- Essays on European Law and Israel, (Med Campus), Sacher Institute for Comparative Law, Jerusalem, 1996.
- Aequitas and Equity, Equity in Civil Law and Mixed Jurisdictions, Sacher Institute for Comparative Law, Jerusalem, 1997.
- Freedom of Contract and Constitutional Law (with P.Sarcevici) (IALS-UNESCO), Sacher Institute for Comparative Law, Jerusalem, 1998.
- Towards a new European Ius Commune, Essays on European and Israeli Law (with A. Gambaro), Sacher Institute for Comparative Law, Jerusalem, 1999.
- Developments in Austrian and Israeli Private Law (with H. Hausmaninger, H. Koziol, I. Gilead), Springer, Wien-New York, 1999.
- Developments in European, Italian and Israeli Law (with A. Zanotti), Giuffré, Milano, 2001.
- The Principles of UNIDROIT and Modern National Codifications, Jerusalem, 2001.
- Il sistema costituzionale dello Stato di Israele. (con T. Groppi - E. Ottolenghi) Giappichelli editore, Torino, 2006.

Egli ha anche curato tre Israeli Reports to the International Congress of Comparative Law, Sacher Institute for Comparative Law, Jerusalem,
XIV,1994; XV, 1999; XVI, 2006.
Vari sono stati i volumi pubblicati in onore o in memoria di giuristi o studiosi di Ebraismo curati da Rabello:
- Studies in Judaism. Jubilee Volume presented to D. Kotlar, Tel Aviv, 1975.
- Essays in memory of Professor Guido Tedeschi. A collection of Essays on Jurisprudence and Civil Law (with A.Barak, I. Englard, G. Shalev)

Sacher Institute for Comparative Law, Jerusalem, 1995 (in ebraico).
- Studies in Honour of Reuven Yaron, Israel Law Review, 29, 1995.
- Essays on Law in Memory of Professor Gualtiero Procaccia (with A.Barak, N.Lifshitz, U. Procaccia). Sacher Institute for Comparative Law, Jerusalem, 1996 (in ebraico).
- Hebraica. Miscellanea di studi in onore di Sergio J. Sierra, (con F. Israel e A.M. Somech) Torino, 1998.
- Studies in memory of Zeev Falk, Israel Law Review, 33, 1999.
- Il processo a Gesù e il giudice C. Cohn (con C. Rossetti), Parma, 2004 (seconda edizione: Parma 2007).
- Ebraismo e diritto
- Studi sul Diritto Ebraico e gli Ebrei nell'Impero Romano scelti e raccolti da Francesco Lucrezi. Tomi I e II, Rubbettino, Soveria Mannelli, 2010.

## Articoli
Revue internationale de droit comparé (4 pubblicazioni dal 1997 al 2000):
- Montesquieu et la codification du droit privé (Le Code Napoléon) (2000)
- Remarques sur le droit comparé en Israël (1999)
- La théorie de la « culpa in contrahendo » et la loi israélienne sur les contrats 1973 (2ª parte) (1997)
- La théorie de la « culpa in contrahendo » et la loi israélienne sur les contrats 1973 (prima parte)

## Ricerca
Nell'ambito del diritto romano Rabello si è dedicato allo studio della famiglia romana e della patria potestas, della Collatio legum Mosaicarum et Romanarum e delle Obbligazioni. Varii studi sono stati dedicati alla situazione storico-giuridica degli Ebrei nell'Impero Romano, esaminando anche aspetti particolari della questione. Studi speciali sono stati dedicati agli Ebrei nella legislazione della Chiesa fino a Giustiniano, ad Ebrei e Samaritani nel Corpus iuris civilis giustinianeo, al problema della giurisdizione ebraica nell'Impero romano, alla situazione giuridica degli Ebrei nella Spagna visigota e nei concili della Chiesa visigota.
Nel campo del diritto privato israeliano e del diritto comparato Rabello ha studiato problemi della codificazione del diritto privato, la buona fede precontrattuale, la donazione, la costituzionalizzazione del diritto privato, l'insegnamento del diritto comparato ed il suo uso nell'epoca della globalizzazione.
Nel campo del diritto ebraico si è dedicato alla storia delle fonti, a matrimonio e divorzio e, con particolare attenzione per lo Stato di Israele, ai matrimoni misti, a problemi di bioetica connessi in particolare alla fase iniziale della vita umana ed a quella finale con il malato terminale.
Uno studio particolare è volto a sottolineare l'umanità della Shechitah ebraica ed il dovere costituzionale di permettere ad Ebrei e Musulmani la loro tradizionale macellazione rituale.